# Refúgio dos Pássaros
Refúgio dos Pássaros é um  ecoparque brasileiro situado no município de Araquari.

## História
Com extensão aproximada de 200 mil m², o ecoparque está localizado no centro da cidade. Possuindo uma pista de caminhada medindo cerca de 1.718 metros, em uma área de 184 m² de preservação fechado.
Considerado patrimônio natural da região norte Catarinense, o parque faz parte de uma doação realizado pelo Instituto Brasileiro do Meio Ambiente e dos Recursos Naturais Renováveis.

### Etimologia
Proveniente do tupi guarani o nome Araquari significa Rio de Refúgio dos Pássaros, dado ao rio limítrofe entre a cidade de Araquari e São Francisco do Sul. O nome foi escolhido por meio de votação popular.